# Gisvel Ascanio
Gisvel Ascanio es una actriz de televisión venezolana.

## Filmografía
- 1982, La heredera (telenovela venezolana). (Venevisión)
- 1983,  Te Amaré Eternamente (Mini serie). (Venevisión)
- 1982, La Bruja (telenovela venezolana). (Venevisión)
- 1986-1987, La dama de rosa. (RCTV) - Elsa Velasco
- 1987, Selva María. (RCTV)
- 1988, Alma mía (telenovela). (RCTV)
- 1989, Pobre negro. (RCTV) - Carmelita Alcorta
- 1989, Alondra (RCTV)
- 1990, El Engaño. (RCTV)
- 1990, Anabel. (RCTV)
- 1991, La Pandilla de los 7 (RCTV) - Señora Felicia
- 1992, Fin de Round -Largometraje
- 1992-1994, Por estas calles. (RCTV) - Ana Julia Valladares De Legorreta
- 1993, Dulce ilusión. (RCTV) - Alicia De Arreaza
- 1995, Entrega Total . (RCTV).
- 1996, Los Amores de Anita Peña. (RCTV) .
- 1996, Volver a Vivir . (RCTV).
- 1996, Estilo Libre. (Cortometraje)
- 1997, Llovizna (telenovela). (Marte TV) - Mimina de Andueza
- 1998, El país de las mujeres .(Venevisión) .
- 2001, Muñeca  de trapo. (Venevisión) - Actuación Especial.
- 2001-2002, La niña de mis ojos . (RCTV) - Rosaura Girón
- 2003, El Amor de los Amores . (Largometraje) - Madre de Maria.
- 2008, Caramelo e' Chocolate. (TVes) - Fernanda D´Amici

## Cine
- 1993, Fin de round. - Mariana
- 1993, La hora de la verdad. - Ana Belén Colmenares
- 1994, Santera. - Ferrin